# Karabinek Enfield P1861
Enfield Pattern 1861 – brytyjski karabinek jednostrzałowy, będący odmianą karabinu Enfield P1853 o zwiększonym skoku gwintu lufy, co czyniło go celniejszym. W Wielkiej Brytanii znalazł się na wyposażeniu artylerii, a w Armii Stanów Skonfederowanych − kawalerii.